# Verversingskanaal
Verversingskanaal (do 2016 Afvoerkanaal) – kanał w Holandii, przepływający przez Hagę.

## Historia
Wzrost liczby ludności Hagi spowodował, że miejscowe kanały zostały mocno zanieczyszczone. 21 października 1879 rada miasta Haga zatwierdziła projekt budowy kanału, który miał na celu odprowadzać wodę do Morza Północnego w porcie Scheveningen. W latach 1886–1888 roku zbudowano śluzę oraz przepompownię na Houtrustweg. Instalacje te zaprojektował John van der Vegt. Obecnie dawny budynek obsługujący śluzę służy jako biuro portowe.

## Przebieg
Kanał swój bieg rozpoczyna w centrum miasta, w pobliżu budynku elektrowni miejskiej, gdzie wpływa do niego jeden z kanałów miejskich. Przecina go most nad odcinkiem drogi, który łączy Chasséstraat i Newtonstraat. Po około 150 metrach nad kanałem przerzucony jest most nad Weimarstraat. Po 300 metrach Laan van Meerdervoort wraz z torami tramwajowymi przechodzą nad Verversingskanaalem następnym mostem. Kolejne mosty znajdują się nad Groot Hertoginnelaan, Segbroeklaan, Duindorpdam oraz Kranenburgweg, gdzie wpada do basenów portu Scheveningen, które łączą go z Morzem Północnym.

## Galeria

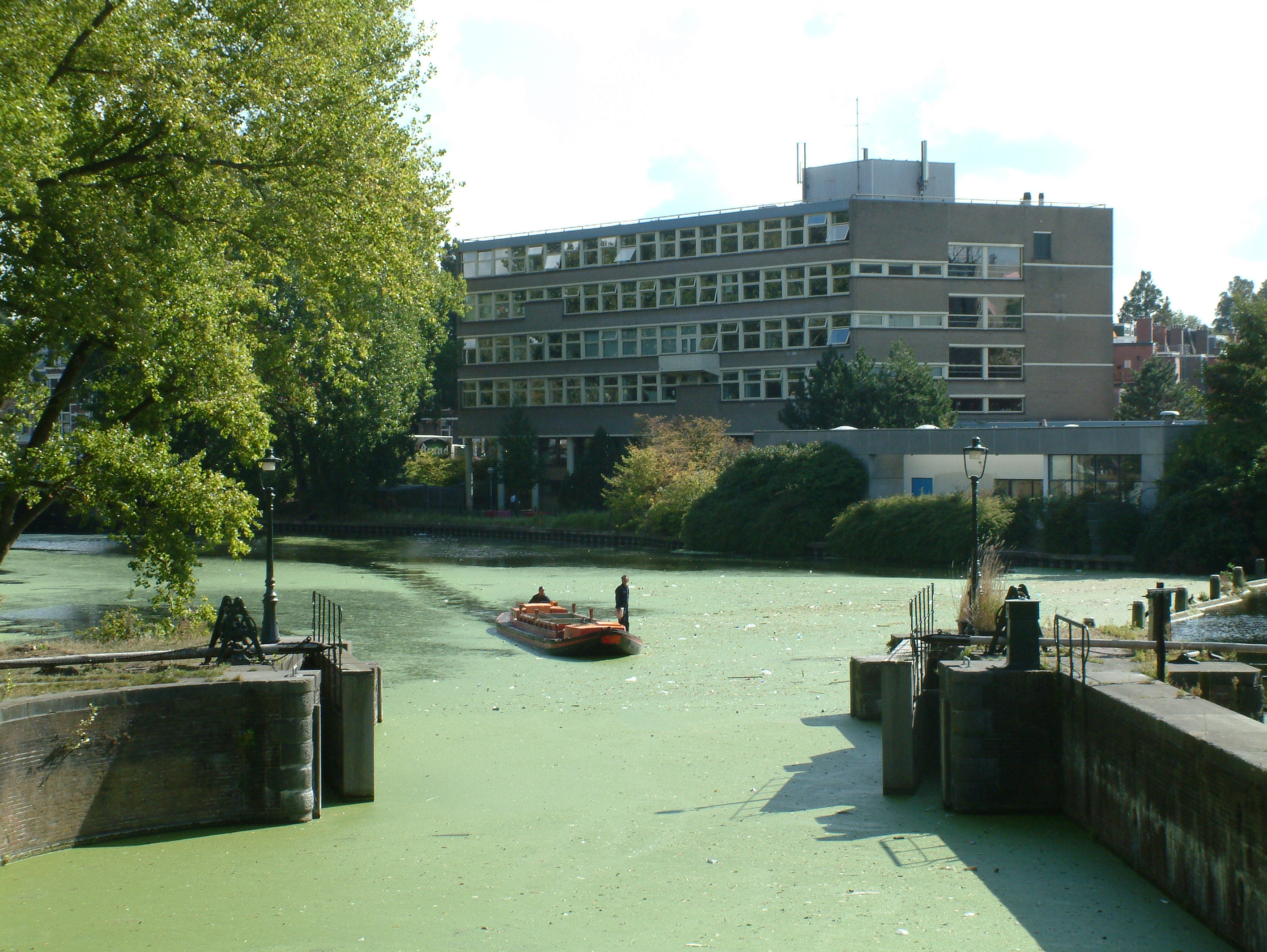
Okolice mostu na Groot Hertoginnelaan
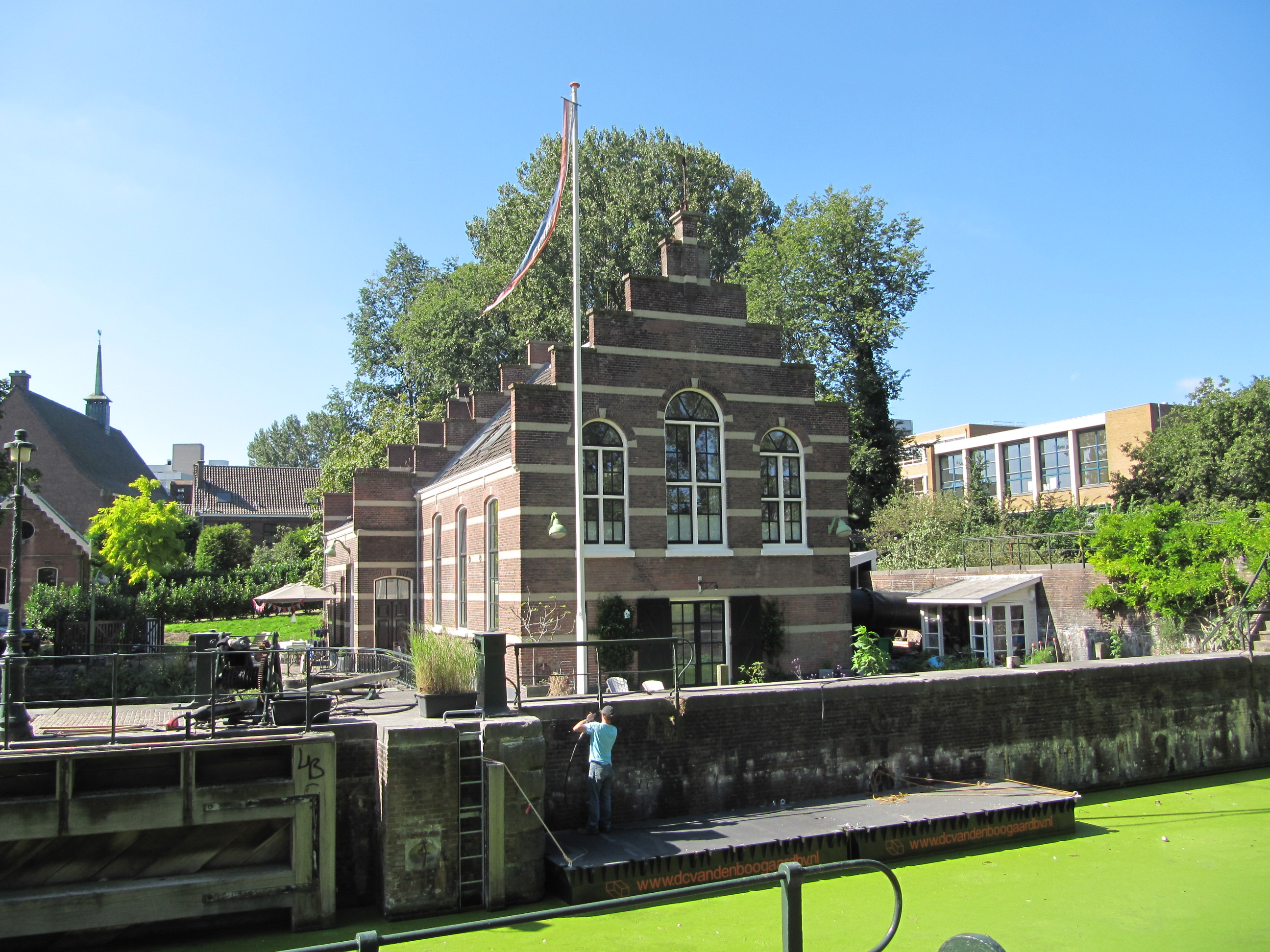
Jeden z budynków w okolicy kanału
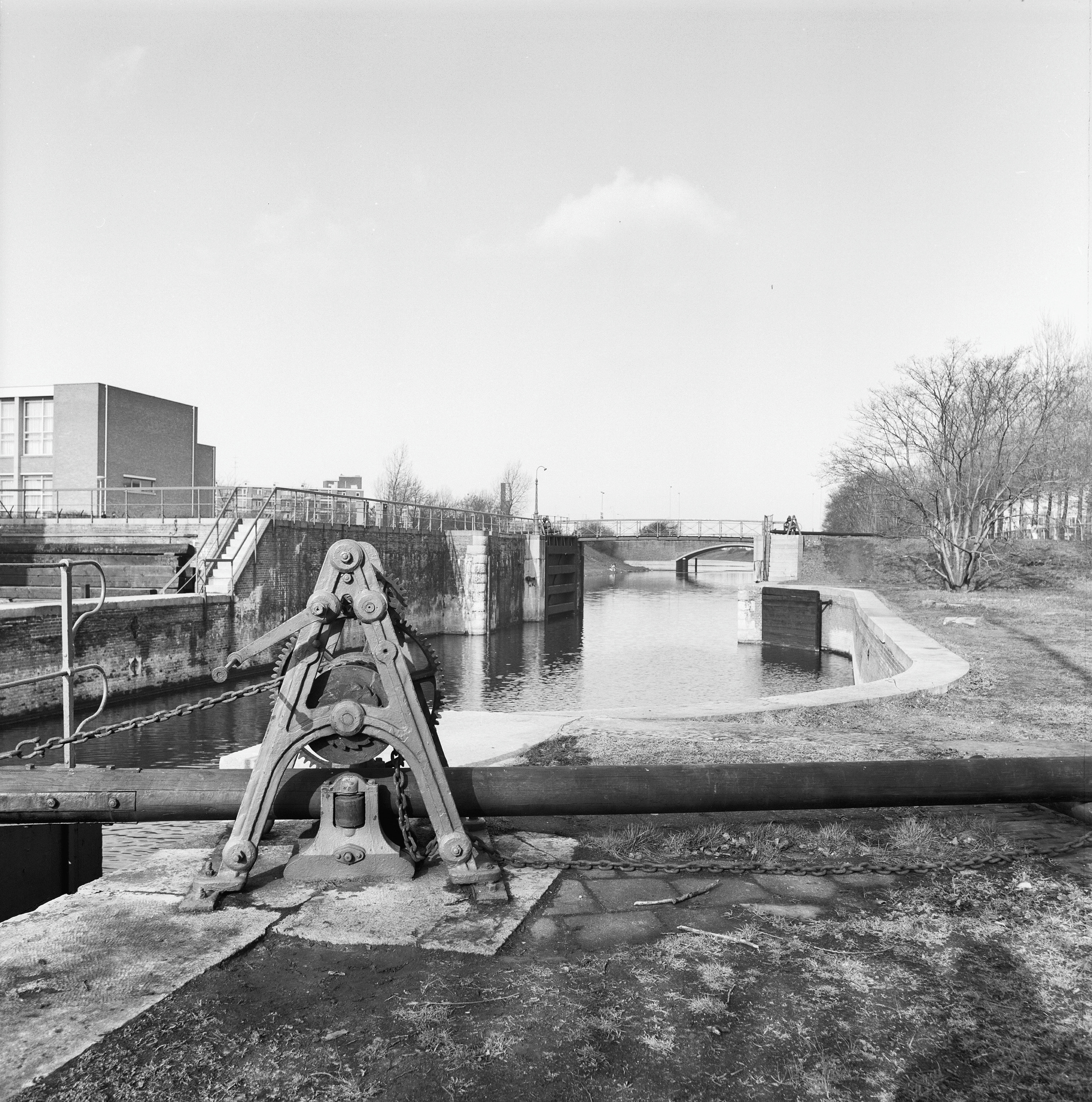
Widok w 1977 roku